# Oskar Hansa
Oskar Hansa (Oskar Anton von Padua Moritz Friedrich Hansa) (18. prosince 1860 Žatec – 11. února 1914 Šibenik) byl rakousko-uherský admirál. Jako absolvent námořní akademie sloužil u c. k. námořnictva od roku 1880. Na začátku 20. století byl v hodnosti kapitána velitelem několika bitevních lodí. V roce 1913 byl povýšen na kontradmirála a v závěru své kariéry byl velitelem přístavu v Šibeniku (1913–1914).

## Biografie

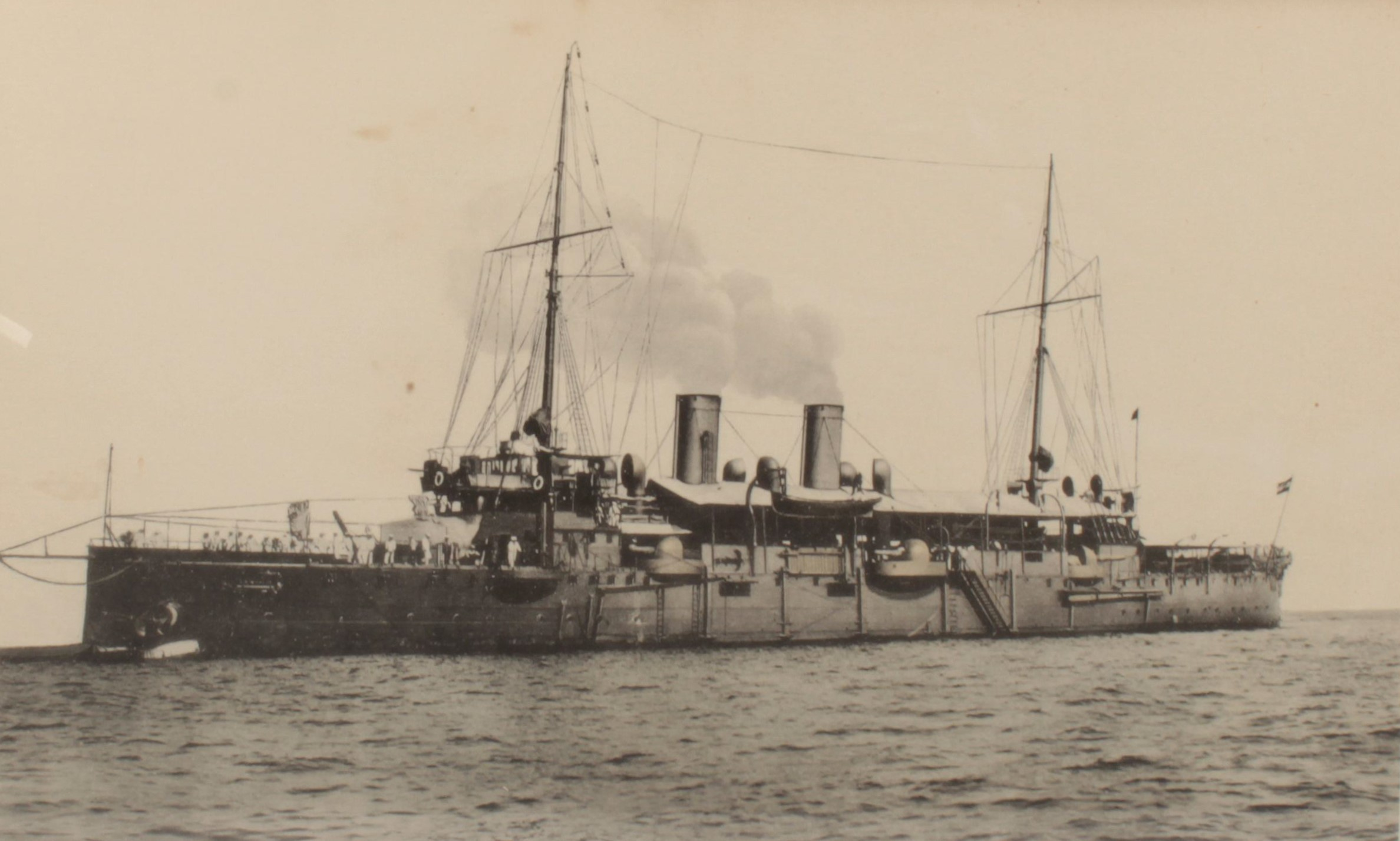
Křižník SMS Kaiserin Elisabeth, vlajková loď kapitána Oskara Hansy 1909–1910

Byl synem c. k. plukovníka Friedricha Hansy (1832–1887), narodil se v Žatci, kde otec tehdy sloužil. Studoval na reálce ve Vídni a v letech 1876–1880 na C. k. námořní akademii v Rijece. Jako kadet vstoupil v roce 1880 k námořnictvu. V roce 1882 se zúčastnil potlačení povstání v Dalmácii, kromě služby na různých lodích vykonával povinnosti také u arzenálu v Pule. V roce 1885 získal hodnost praporčíka a na korvetě SMS Zrínyi absolvoval v letech 1890–1891 cestu do Ameriky. Postupoval v hodnostech (poručík II. třídy 1891, poručík I. třídy 1894), mimo jiné působil u říční námořní dopravy v Budapešti a na lodi SMS Saida se v letech 1898–1899 znovu plavil do Ameriky.
V roce 1904 byl povýšen na korvetního kapitána a na bitevní lodi SMS Monarch se stal šéfem štábu záložní eskadry. V roce 1907 získal hodnost fregatního kapitána  a jako velitel křižníku SMS Kaiserin Elisabeth vykonal cestu na Dálný východ (1909–1910). Jako kapitán řadové lodi (1910) byl přidělen k námořnímu sborovému velitelství v Pule a v letech 1912–1913 byl velitelem bitevní lodi SMS Erzherzog Franz Ferdinand a během balkánských válek se podílel na blokádě pobřeží Černohorského knížectví. Ke dni 1. května 1913 byl povýšen do hodnosti kontradmirála, krátce působil jako zástupce prezidenta Námořního technického výboru a nakonec byl od listopadu 1913 velitelem přístavu Šibenik, kde o několik měsíců později zemřel. 
Jeho mladší bratr Alexander Hansa (1863–1918) byl také důstojníkem c. k. námořnictva, za první světové války byl velitelem křižníkové flotily v Jaderském moři a krátce před úmrtím dosáhl hodnosti viceadmirála.

## Řády a vyznamenání
Během služby u námořnictva se stal nositelem několika vyznamenání.
- Válečná medaile (1883)
- Jubilejní pamětní medaile (1898)
- Služební odznak pro důstojníky III. třídy (1905)
- Vojenský záslužný kříž (1908)
- Vojenský jubilejní kříž (1908)
- Řád železné koruny III. třídy (1912)
- Mobilizační kříž (1913)